# Olho-de-cão-majestoso
O olho-de-cão-majestoso (Cookeolus japonicus), é uma espécie de peixe marinho cosmopolita, podendo ser encontrado nos Oceanos Atlântico, índico e Pacífico. É o único membro do gênero Cookeolus, da família Priacanthidae, família que abrange os olhos-de-cão.
Esse peixe têm o costume de viver em recifes de águas profundas, sua coloração vermelha o ajuda a se camuflar de predadores, pois a cor vermelha é invisível em águas profundas, o que dá vantagem do peixe se esconder de seus predadores. É uma espécie muito procurada por pescadores artesanais, além de também ser um peixe ornamental.
O olho-de-cão-majestoso pode ser encontrado em todos os oceanos do mundo, no Atlântico pode ser encontrado do Canadá até a Argentina, incluindo o Brasil, para a costa da África e Ilhas Canárias. No Oceano Índico, é encontrado da costa da África do Sul para as ilhas da Polinésia, no Oceano Pacífico, para o Japão e Austrália, além de também ser encontrado da Baja Califórnia, México até o Peru, na costa pacifica sul-americana.